# Кежман, Матея
Мате́я Ке́жман (серб. Матеја Кежман / Mateja Kežman; род. 12 апреля 1979, Земун, Белград) — югославский и сербский футболист, нападающий.
После игры на родине, Кежман продолжил играть на профессиональном уровне в Нидерландах, Англии, Испании, Турции, Франции, России, Гонконге и Беларуси. Наиболее известен своим выступлением за голландский клуб ПСВ, где заработал множество наград и всемирное признание как потенциальный величайший нападающий своего поколения, а в 2003 году был назван футболистом года в Нидерландах. В «Челси» на него возлагали большие надежды, но в английском клубе серб заиграть не смог. К концу своей карьеры он собрал рекордное количество медалей чемпионата на высших соревнованиях в пяти разных странах. На международном уровне Кежман представлял Югославию/Сербию и Черногорию на одном чемпионате Европы и одном чемпионате мира.
После завершения своей профессиональной игровой карьеры Кежман стал спортивным агентом, в настоящее время представляя Сергея Милинковича-Савича и других игроков. Он также занимал должность футбольного директора в клубе «Воеводина» в 2013 году.

## Клубная карьера

### «Партизан»
В 19 лет Кежман перешёл в белградский «Партизан». За два сезона в столичном клубе Кежман прославился как результативный нападающий и стал фаворитом среди болельщиков клуба. За 54 матча он забил 33 гола и стал лучшим бомбардиром национального чемпионата в сезоне 1999/2000.

### ПСВ
Летом 2000 года Кежман перешёл в голландский клуб ПСВ. В своем дебютном сезоне он стал лучшим бомбардиром национального чемпионата, забив 24 гола в 33 играх, а клуб занял первое место. Он также получил прозвище «Бэтмен», потому что знаменитая музыкальная тема играла на стадионе «Филипс» каждый раз, когда он забивал. Он сформировал успешное партнёрство с Арьеном Роббеном, а их тандем получил название «Бэтмен и Роббен», которое отсылает к Бэтмену и Робину.
Кежман забил 81 гол за следующие три сезона в ПСВ. Его лучший сезон по количеству голов и матчей был 2002/03, когда он сыграл в 33 из 34 матчах ПСВ и забил 35 голов, что помогло команде выиграть национальный чемпионат.

### «Челси»
13 июля 2004 года за 5.3 миллиона фунтов стерлингов Кежман подписал контракт с лондонским «Челси». Он взял номер 9, который освободился после перехода Джимми Флойд Хассельбайнка в «Мидлсбро».
В английской Премьер-лиге Кежман сыграл 24 матча и забил 4 гола. Дебютный гол состоялся 4 декабря 2004 в домашней матче против «Ньюкасл Юнайтед» (4:0), реализовав пенальти в дополнительное время матча. Кежман не забивал до 11 марта 2005 года, когда столичный клуб победил в гостях «Норвич Сити», который по итогам сезона вылетел в Чемпионшип. Через восемь дней Матея отметился двумя забитым голами в домашней победной игре против «Кристал Пэлас» (4:1). В итоге «Челси» стал национальным чемпионом впервые с сезона 1954/55.
27 октября 2004 года Кежман забил в третьем раунде Кубка лиги в матче против «Вест Хэм Юнайтед». Это был единственный гол в игре. Также он забил победный гол в дополнительное время (112-я минута) в финале Кубка лиги 2005 против «Ливерпуля» (3:2).
В 3-м раунде Кубка Англии Кежман отличился забитым голом в ворота «Сканторп Юнайтед» (3:1). В первом матче 1/8 финала Лиги чемпионов против «Барселоны» с правого фланга отдал голевой пас на Эйдура Гудьонсена, который открыл счёт в матче, а игра завершилась победой английского клуба со счётом 4:2.

### «Атлетико Мадрид»
29 июня 2005 года Кежман перебрался из «Челси» в «Атлетико Мадрид» за 5.3 миллиона фунтов стерлингов. Вскоре он получил травму колена, от которой он не оправился до Нового года в 2006 году. Первоначально назначение Хосе Мурсии тренером якобы повысило уверенность Кежмана, но к концу своего пребывания в мадридском клубе Кежман забил больше голов (шесть) под руководством Карлосом Бьянки, нежели с Мурсией (с которым он забил в общей сложности два гола в конце сезона). «Атлетико» закончил сезон 10-м и был выбит «Реал Сарагосой» в 1/8 финала Кубка Испании. Всего Кежман забил восемь голов в 30 матчах национального чемпионата, зачастую в партнёрстве с Фернандо Торресом.

### «Фенербахче»

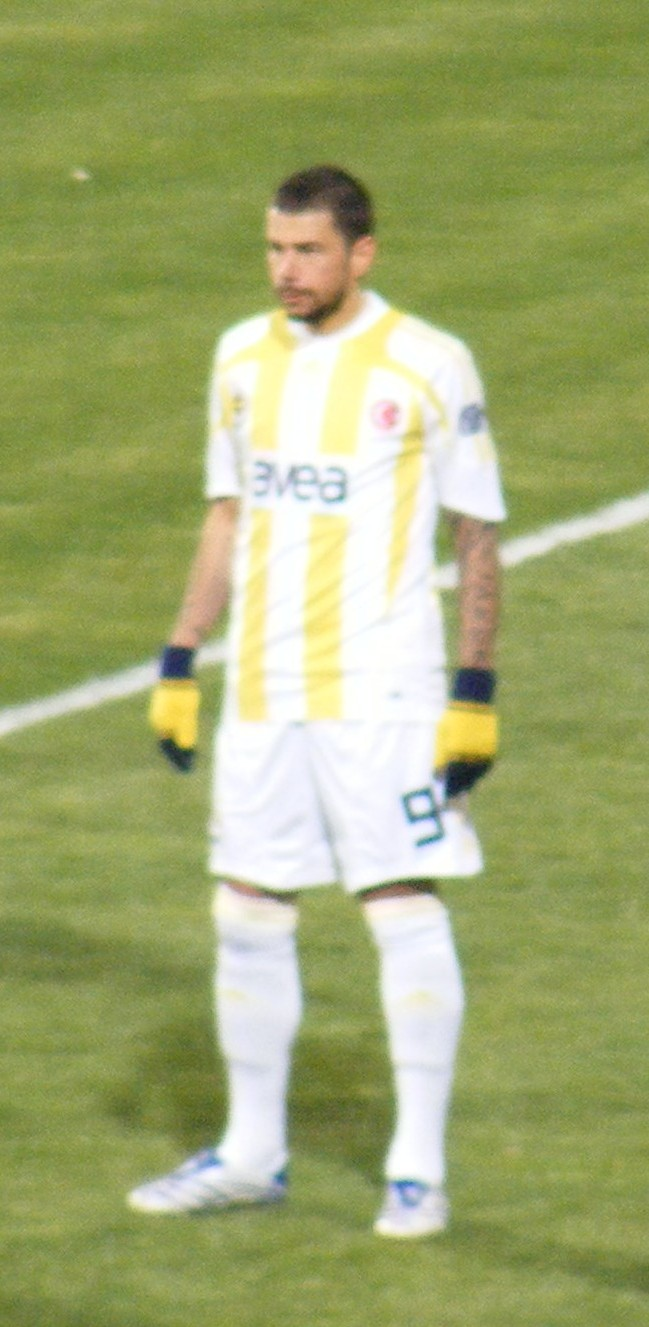
Кежман в «Фенербахче» в 2008 году

Летом 2006 года Кежман подписал четырёхлетний контракт с « Фенербахче». Он сыграл центральную роль в победе «Фенербахче» в Суперлиге 2006/07 в год столетия клуба. В Лиге чемпионов 2007/08 он провел более половины матчей турецкого клуба в групповом этапе против своего бывшего клуба «ПСВ», «Интернационале» и московского ЦСКА. По иронии судьбы, он даже играл против «Челси» в обоих четвертьфинальных матчах того сезона. В первом матче «Фенербахче» победил со счётом 2:1, а Кежман продемонстрировал бисиклету, которую Карло Кудичини отразил на ближней штанге. В ответном матче он был заменен на последних минутах, а турецкий клуб потерпел поражение на «Стэмфорд Бридже» со счётом 2:0. Для «Фенербахче» выход в данную стадию стал рекордным в истории команды. В результате этого и предыдущего регулярных сезонов, в которых по средним статистическим данным Кежман забивал почти по голу в каждой второй игре, имел уважение у болельщиков «Фенербахче» даже после того как покинул Стамбул.

### «Пари Сен-Жермен»
19 августа 2008 года Кежман был отдан в годовую аренду с правом выкупа в «Пари Сен-Жермен». Он сыграл в 21 матче, в основном выходя на замену, и забил 3 гола.
30 августа 2009 года было объявлено, что Кежман будет отдан в годовую аренду с правом выкупа за нераскрытую плату в петербуржский «Зенит». На следующий день, когда игрок прошёл медицинское обследование, трансфер был официально подтвержден. Забил два гола за «Зенит», что помогло команде занять третье место в Чемпионате России, но российская сторона решила не выкупать контракт игрока, и в январе 2010 года он вернулся в Париж.
3 ноября 2010 года контракт Кежмана с ПСЖ был расторгнут по обоюдному согласию.

### «Саут Чайна»
20 января 2011 было объявлено, что Кежман подписал контракт с клубом «Саут Чайна» до конца сезона 2010/11. 29 января того же года Кежман дебютировал в матче против «Вуфу Тайпоу», в котором на 64-й минуте был заменён на Лён Чунь Пона.
13 февраля 2011 года в полуфинале Кубка лиги Гонконга в матче против «Китчи» на 32-й минуте забил свой первый гол за гонконгский клуб, а за семь минут до конца встречи забил ещё один. «Саут Чайна» победил со счётом 4:2 и вышел в финал турнира.
13 апреля 2011 года в матче групповой стадии Кубка АФК против «Ист Бенгала» Кежман забил свой первый гол в данном турнире на 69-й минуте, ударив головой, с передачи Ау Йунг Ю Чунга. Его гол помог «Саут Чайне» одержать победу и подняться на 3-ю позицию в группе, но Матея также получил жёлтую карточку в матче, свою вторую жёлтую карточку в турнире и пропустил выездную игру к «Ист Бенгалу».
В мае 2011 года, после того как его команда не вышла в плей-офф Кубка АФК 2011 года после поражения от индонезийской команды «Джаяпура» со счетом 2:4 , Кежман сказал СМИ, что Кубок АФК — странное соревнование и отчасти глупый. Обвинение жаркой погоду и долгую дорогу, чтобы поехать в Джаяпуру, были одними из факторов, почему его команда не могла пройти дальше.
29 мая 2011 года в финальном матче Кубка Гонконга 2010/11 Кежман сумел воспользоваться ошибкой соперника в защите и забить гол в дополнительное время, который позволил его команде победить «Вуфу Тайпоу» со счетом 2:1. На следующий день Кежман покинул клуб после истечения его четырёхмесячного контракта.

### БАТЭ
31 августа 2011 года в качестве свободного агента до конца года Кежман перешёл в белорусский БАТЭ. В БАТЭ Кежман выбрал 99-й номер, пояснив это тем, что его традиционный номер 9 был занят другим игроком (Алексом). По окончании сезона покинул команду. Его рассматривали как подкрепление для предстоящих игр группового этапа Лиги чемпионов и как потенциальную замену серьёзно травмированному нападающему Виталию Родионову. В итоге Кежман сыграл шесть матчей в национальном чемпионате и 5 игр в Лиге чемпионов, не забив ни одного гола. Он расстался с борисовским клубом после последнего матча Лиги чемпионов с «Барселоной».

### Возвращение в Гонконг и завершение карьеры
В январе 2012 года Кежман вернулся в «Саут Чайна», чтобы сыграть на Кубке вызова АФК. 26 января 2012 матч за 3-е место против китайского «Гуанчжоу R&F» стал последним профессиональным матчем для Матея, в котором он смог реализовать свой удар в серии пенальти, а гонконгский клуб занял 4-е место в турнире.

## Международная карьера
Дебют Кежмана за сборную Югославии состоялся 25 мая 2000 года в товарищеском матче против сборной Китая. Главный тренер Вуядин Бошков включил его в состав из 23 человек на чемпионат Европы 2000 в Бельгии и Нидерландах. Несмотря на то, что Кежман стал четвёртым атакующим игроком после Предрага Миятовича, Саво Милошевича и Дарко Ковачевича, он получил шанс выйти на замену в конце группового матча против Норвегии. Однако, пробыв на поле около 90 секунд, он был удален из-за опрометчивого подката на Эрике Майкланде.
В феврале 2003 года, после неудачного выступления сборной во время квалификации на чемпионат Европы 2004, Кежман объявил, что завершает карьеру в сборной. Однако, он вернулся в команду через несколько месяцев после того, как Илия Петкович был назначен новым тренером.
Кежман был лидером сборной Сербии и Черногории в отборочном раунде на чемпионат мира 2006 с пятью забитыми голами, включая единственный и победный гол в последнем туре против сборной Боснии и Герцеговины, который позволил «синим» выйти в финальную стадию напрямую. На самом турнире Кежман получил прямую красную карточку на 65 минуте матча 2-го тура групповой стадии против сборной Аргентины.
После удаления на чемпионате мира 2006 года Кежман больше не получал никаких вызовов в сборную своей страны.
За свою шестилетнюю карьеру в сборной Кежман забил 17 голов в 49 матчах.

## Личная жизнь
Женат, трое детей. Жена Эмилия, сыновья Лазарь и Иаков, дочь Александра.
На руках у Кежмана есть татуировки в честь своих детей.

## Статистика

### Клубная
| Выступление      | Выступление                | Выступление                | Чемпионат | Чемпионат | Кубок | Кубок | Континент | Континент | Итого | Итого |
| Клуб             | Лига                       | Сезон                      | Игры      | Голы      | Игры  | Голы  | Игры      | Голы      | Игры  | Голы  |
| ---------------- | -------------------------- | -------------------------- | --------- | --------- | ----- | ----- | --------- | --------- | ----- | ----- |
| Партизан         | Первая лига                | 1998/99                    | 22        | 6         | 6     | 2     | 5         | 0         | 33    | 8     |
| Партизан         | Первая лига                | 1999/00                    | 32        | 27        | 2     | 2     | 7         | 6         | 41    | 35    |
| Партизан         | Итого                      | Итого                      | 54        | 33        | 8     | 4     | 12        | 6         | 74    | 43    |
| ПСВ              | Высший дивизион            | 2000/01                    | 33        | 24        | 4     | 3     | 11        | 4         | 48    | 31    |
| ПСВ              | Высший дивизион            | 2001/02                    | 27        | 15        | 2     | 1     | 11        | 3         | 40    | 19    |
| ПСВ              | Высший дивизион            | 2002/03                    | 33        | 35        | 3     | 4     | 6         | 0         | 42    | 39    |
| ПСВ              | Высший дивизион            | 2003/04                    | 29        | 31        | 1     | 0     | 12        | 6         | 42    | 37    |
| ПСВ              | Итого                      | Итого                      | 122       | 105       | 10    | 8     | 40        | 13        | 172   | 126   |
| Челси            | Премьер-лига               | 2004/05                    | 25        | 4         | 7     | 3     | 9         | 0         | 41    | 7     |
| Атлетико Мадрид  | Примера                    | 2005/06                    | 30        | 8         | 3     | 2     | —         | —         | 33    | 10    |
| Фенербахче       | Суперлига                  | 2006/07                    | 24        | 9         | 2     | 0     | 7         | 2         | 33    | 11    |
| Фенербахче       | Суперлига                  | 2007/08                    | 22        | 11        | 4     | 5     | 9         | 2         | 35    | 18    |
| Фенербахче       | Итого                      | Итого                      | 46        | 20        | 6     | 5     | 16        | 4         | 68    | 29    |
| Пари Сен-Жермен  | Лига 1                     | 2008/09                    | 21        | 3         | 6     | 2     | 8         | 3         | 35    | 8     |
| Зенит            | Премьер-лига               | 2009                       | 10        | 2         | 0     | 0     | —         | —         | 10    | 2     |
| Пари Сен-Жермен  | Лига 1                     | 2009/10                    | 13        | 2         | 2     | 0     | —         | —         | 15    | 2     |
| Пари Сен-Жермен  | Лига 1                     | 2010/11                    | 1         | 0         | 0     | 0     | 1         | 0         | 2     | 0     |
| Пари Сен-Жермен  | Итого за «Пари Сен-Жермен» | Итого за «Пари Сен-Жермен» | 35        | 5         | 8     | 2     | 9         | 3         | 52    | 10    |
| Саут Чайна       | Первый дивизион            | 2010/11                    | 6         | 2         | 3     | 4     | 7         | 1         | 16    | 7     |
| БАТЭ             | Высшая лига                | 2011                       | 6         | 0         | 0     | 0     | 5         | 0         | 11    | 0     |
| Саут Чайна       | Первый дивизион            | 2011/12                    | 0         | 0         | 0     | 0     | 2         | 0         | 2     | 0     |
| Всего за карьеру | Всего за карьеру           | Всего за карьеру           | 334       | 179       | 45    | 28    | 100       | 27        | 479   | 234   |

### Международная
| Сборная             | Год  | Матчи | Голы |
| ------------------- | ---- | ----- | ---- |
| Югославия           | 2000 | 7     | 2    |
| Югославия           | 2001 | 9     | 5    |
| Югославия           | 2002 | 10    | 3    |
| Сербия и Черногория | 2003 | 4     | 0    |
| Сербия и Черногория | 2004 | 5     | 1    |
| Сербия и Черногория | 2005 | 10    | 5    |
| Сербия и Черногория | 2006 | 4     | 1    |
| Итог                | Итог | 49    | 17   |

### Голы за сборную
| №  | Дата            | Место                                             | Соперник             | Счёт | Результат | Турнир                             |
| -- | --------------- | ------------------------------------------------- | -------------------- | ---- | --------- | ---------------------------------- |
| 1  | 25 мая 2000     | Стадион Трудящихся, Пекин                         | Китай                | 0:1  | 0:2       | Товарищеский матч                  |
| 2  | 16 августа 2000 | Уиндзор Парк, Белфаст                             | Северная Ирландия    | 1:1  | 1:2       | Товарищеский матч                  |
| 3  | 6 июня 2001     | Свангаскард, Тофтир                               | Фарерские острова    | 0:2  | 0:6       | Квалификация на ЧМ 2002            |
| 4  | 6 июня 2001     | Свангаскард, Тофтир                               | Фарерские острова    | 0:5  | 0:6       | Квалификация на ЧМ 2002            |
| 5  | 6 июня 2001     | Свангаскард, Тофтир                               | Фарерские острова    | 0:6  | 0:6       | Квалификация на ЧМ 2002            |
| 6  | 6 октября 2001  | Стадион «Партизана», Белград                      | Люксембург           | 3:2  | 6:2       | Квалификация на ЧМ 2002            |
| 7  | 6 октября 2001  | Стадион «Партизана», Белград                      | Люксембург           | 6-2  | 6:2       | Квалификация на ЧМ 2002            |
| 8  | 13 февраля 2002 | Банк Уан Болпарк, Финикс                          | Мексика              | 0:1  | 1:2       | Товарищеский матч                  |
| 9  | 17 апреля 2002  | Сартид, Смедерево                                 | Литва                | 2:1  | 4:1       | Товарищеский матч                  |
| 10 | 17 апреля 2002  | Сартид, Смедерево                                 | Литва                | 3-1  | 4:1       | Товарищеский матч                  |
| 11 | 17 ноября 2004  | Стадион короля Бодуэна, Брюссель                  | Бельгия              | 0:2  | 0:2       | Квалификация на ЧМ 2006            |
| 12 | 17 августа 2005 | Стадион «Динамо» имени Валерия Лобановского, Киев | Украина              | 2:1  | 2:1       | Турнир памяти Валерия Лобановского |
| 13 | 3 сентября 2005 | Црвена звезда, Белград                            | Литва                | 1:0  | 2:0       | Квалификация на ЧМ 2006            |
| 14 | 7 сентября 2005 | Висенте Кальдерон, Мадрид                         | Испания              | 1:1  | 1:1       | Квалификация на ЧМ 2006            |
| 15 | 8 октября 2005  | ЛФФ, Вильнюс                                      | Литва                | 0:1  | 0:2       | Квалификация на ЧМ 2006            |
| 16 | 12 октября 2005 | Црвена звезда, Белград                            | Босния и Герцеговина | 1:0  | 1:0       | Квалификация на ЧМ 2006            |
| 17 | 1 марта 2006    | Олимпийский стадион, Радес                        | Тунис                | 0:1  | 0:1       | Товарищеский матч                  |

## Достижения
Командные
«Партизан»
- Чемпион Югославии: 1998/99

ПСВ
- Чемпион Нидерландов (2): 2000/01, 2002/03
- Обладатель Суперкубка Нидерландов (3): 2000, 2001, 2003

«Челси»
- Чемпион Премьер-лиги: 2004/05
- Обладатель Кубка Футбольной лиги: 2005

«Фенербахче»
- Чемпион Турции: 2006/07
- Обладатель Суперкубка Турции: 2007

«Пари Сен-Жермен»
- Обладатель Кубка Франции: 2010

«Саут Чайна»
- Обладатель Кубка Гонконга: 2011
- Обладатель Кубка гонконгской лиги: 2011

БАТЭ
- Чемпион Беларуси: 2011

Личные
- Обладатель «Серебряной бутсы» среди лучших бомбардиров национальных чемпионатов Европы 2003 года. (35 голов — 52,5 очка) (награда «ESM»)
- Обладатель «Бронзовой бутсы» среди лучших бомбардиров национальных чемпионатов Европы 2001 года. (24 гола — 48 очков) (награда «ESM»)
- Лучший бомбардир чемпионата Югославии: 1999/00
- Футболист года в Югославии: 2000
- Лучший бомбардир чемпионата Нидерландов (3): 2000/01, 2002/03, 2003/04
- Футболист года в Нидерландах: 2002/03
- Обладатель «Свинцового мяча»: 2009[38]

## Факты
- У Кежмана на теле много татуировок, которые он считает своей страстью и борется с ней, так как «любая страсть — это нехорошо»[39].
- На Евро-2000 провел 44 секунды, заработав рекордно быстрое удаление[40].